# Boo Hoo Hoo
Boo Hoo Hoo ist das 2014 in Europa veröffentlichte Debütalbum der kanadischen Band No Sinner.

## Hintergrund
No Sinner veröffentlichte das namengebende Lied Boo Hoo Hoo bereits 2011 im Heimatland der Band, Kanada, als Single, der Song war auch Bestandteil der wenig später erschienenen EP. Diese EP enthielt sechs Titel. Für eine internationale Veröffentlichung wurden drei weitere Lieder geschrieben, so dass nun ein vollwertiges Musikalbum vorlag.

## Titelliste
| Nr. | Titel             | Autor(en)         | Länge |
| --- | ----------------- | ----------------- | ----- |
| 1.  | Boo Hoo Hoo       | Rennison, Bossley | 4:28  |
| 2.  | Love is a Madness |                   | 3:43  |
| 3.  | Runnin’           |                   | 3:28  |
| 4.  | If Anything       |                   | 3:17  |
| 5.  | Work Song         |                   | 4:32  |
| 6.  | That’d Be the Day |                   | 3:27  |
| 7.  | Rise Up           |                   | 5:16  |
| 8.  | Devil on My Back  |                   | 5:40  |
| 9.  | September Moon    |                   | 4:44  |

## Rezeption
Das britische Magazin Blues & Soul wählte Boo Hoo Hoo in der Ausgabe Dezember 2013/Januar 2014 zum Album des Monats Januar 2014.
Das deutsche Magazin Rocks schrieb über das Album, man werde wenige Sekunden, nachdem man die CD gestartet habe, von „einer pikant-würzigen und ungemein wendigen Frauenstimme überwältigt, die selbst das Packeis zum Schmelzen bringen“ könne. Was „manche durch lebenslanges Stimmtraining“ nicht schafften, habe „diese junge Dame“, die bis vor kurzem ihre Brötchen als Schauspielerin verdient habe, „offenbar durch ein Intensivprogramm aus Kippen, Suff und Rock ’n’ Roll frühzeitig erreicht.“ Die Produktion des Albums klinge „insgesamt schmucklos bis spartanisch“, an manchen Stellen wirke sie sogar „wie ein gutes Demo“, aber letztendlich trage „die Schlichtheit auch zum Charme bei.“ Die „einsame, andächtige Stimmung von That’d Be the Day oder Rise Up zum Beispiel“ riefen „das unvergessliche Grace von Jeff Buckley ins Gedächtnis.“ Vor allem bei letztgenanntem Song sorge Rennison mit „ihrem gefühlvollen Vortrag für Gänsehaut.“ In anderen Nummern (Devil on My Back, Work Song) werde sie „von einer stark verzerrten Fuzz-Gitarre begleitet“, sodass No Sinner „glatt als Rockformation“ durchgehe. Höhepunkt sei „sicherlich der Titelsong, bei dem es sich um eine ausgelassene Mischung aus klassischem R&B, Soul und Rockabilly“ handele. Hier ziehe die Sängerin „alle Register“, drifte dabei aber „zu keinem Zeitpunkt ins Schreien ab“, sondern setze „ihr Gottesgeschenk durchweg kontrolliert ein.“